# سرهنغ أباد (سفلى أردستان)
سرهنغ أباد (بالفارسية: سرهنگ‌آباد) هي قرية تقع في إيران في Sofla Rural District. يقدر عدد سكانها بـ 16 نسمة بحسب إحصاء 2016.